# Ostedes brunneovariegata
Ostedes brunneovariegata là một loài bọ cánh cứng trong họ Cerambycidae.